# سيرجيو أرياس
سيرجيو أرياس (بالإسبانية: Sergio Javier Arias)‏ (27 فبراير 1988 في المكسيك - ) هو لاعب كرة قدم مكسيكي في مركز حراسة المرمى. شارك مع منتخب المكسيك تحت 17 سنة لكرة القدم. أما مع النوادي، فقد لعب مع نادي شيفاز يو إس أي ونادي غوادالاخارا وأتلاتيكو إيرابواتو وCoras FC ‏ ودورادوس سينالوا وLobos BUAP ‏ وVenados F.C. ‏ وسيمارونس دي سونورا ‏ وAlebrijes de Oaxaca ‏ ونادي وأكاديمية غوادالاخارا للاحتياطيين ‏.

## وصلات خارجية
- سيرجيو أرياس على موقع قاعدة بيانات كرة القدم.إي يو (الإنجليزية)
- سيرجيو أرياس على موقع Soccerway.com (الإنجليزية)